# Acremonium
Acremonium je rod gliv iz družine Hypocreaceae.

## Opis
Glive iz rodu Acremonium so načeloma počasi rastoče, čvrste in vlažne. Njihove hife so tanke in prosojne in tvorijo enostavne fialide. Konidiji so običajno enocelični, prosojni ali obarvani, okroglasti ali cilindrični in se običajno zrdužujejo v skupke na vrhu posameznega fialida.

## Klinični pomen
Rod trenutno šteje okoli 100 vrst, od katerih je večina gniloživk (saprofitov) in jih lahko osamimo iz mrtvega rastlinskega materiala ali prsti. Številne vrste veljajo za oportunistične patogene za človeka in živali in lahko povzročajo micetom, onihomikozo, osteomielitis, peritonitis, endokarditis, pljučnico, cerebelitis in okužbe podkožja.
Cefalosporine, razred betalaktamskih antibiotikov, so prvič pridobili iz gliv iz tega rodu (prvotno se je rod imenovalCephalosporium).

## Vrste
- Acremonium strictum